# Distrito electoral federal 12 de Veracruz
El Distrito electoral federal 12 de Veracruz es uno de los 300 distritos electorales en los que se encuentra dividido el territorio de México para la elección de diputados federales y uno de los 19 en los que se divide el estado de Veracruz de Ignacio de la Llave. Su cabecera es la ciudad y puerto de Veracruz.
El distrito 12 de Veracruz se encuentra en el centro de la costa del estado. Desde el proceso de distritación de 2017 lo conforman 5 municipios, que son: Boca del Río, Jamapa, Manlio Fabio Altamirano, Medellín y dos secciones del municipio de Veracruz.

## Diputados por el distrito
- XXXVII Legislatura
  - (1937 - 1940): Tiburcio Márquez
- XXXVIII Legislatura
  - (1940 - 1943): Eduardo Hernández Cházaro
- XXXIX Legislatura
  - (1943 - 1946): Manuel Martínez Ch.

...
- XLIX Legislatura
  - (1973 - 1976): Fidel Herrera Beltrán
- L Legislatura
  - (1976 - 1979): Mario Hernández Posadas
- LI Legislatura
  - (1979 - 1982): Gonzalo Vázquez Bravo
- LII Legislatura
  - (1982 - 1985): Irma Cué de Duarte
- LIII Legislatura
  - (1985 - 1988): Carlos Márquez Rodríguez
- LIV Legislatura
  - (1988 - 1991): Gilberto Uzlanga Medina
- LV Legislatura
  - (1991 - 1994): Fidel Herrera Beltrán
- LVI Legislatura
  - (1994 - 1997): Manuel Pérez Bonilla
- LVII Legislatura
  - (1997 - 2000): María del Socorro Aubry Orozco
- LVIII Legislatura
  - (2000 - 2003): Sergio Vaca Betancourt Bretón
- LIX Legislatura
  - (2003 - 2006): Francisco Juan Ávila Camberos
- LX Legislatura
  - (2006 - 2009): Agustín Mollinedo Hernández
- LXI Legislatura
  - (2009 - 2010): Carolina Gudiño Corro 
  - (2010 - 2012): Nely Edith Miranda Herrera
- LXII Legislatura
  - (2012 - 2015): Rafael Acosta Croda
- LXIII Legislatura
  - (2015 - 2018): Gabriela Ramírez Ramos
- LXIV Legislatura
  - (2018 - 2021): Mariana Dunyaska García Rojas

## Elecciones
|  | 48.46 % |

|  | 38.77 % |

|  | 5.81 % |

|  | 1.67 % |

|  | 1.57 % |

|  | 1.46 % |

|  | 2.21 % |

|  | 0.05 % |

|  | 100 % |